# コミック特盛
『コミック特盛』（コミックとくもり）は、ホーム社が発行し、集英社が発売していた季刊の漫画雑誌。

## 沿革
『コミックアイズ』（隔月刊の少女漫画雑誌）の増刊号として週刊少年ジャンプに連載されていた漫画作品の総集編を出していたが、2001年4月に『月刊コミック特盛』5月号（コミックアイズ増刊）となり、定期刊行されるようになった。同年11月に『コミックアイズ』が休刊したため、雑誌コードを継承し独立雑誌となり、この形態は2008年夏まで続いた。
2008年秋からは季刊となり、『その時歴史が動いた (漫画)』の再録版として2010年春号まで続いた。
2010年10月からは『なでしこDNA 恋セヨ乙女』という副題の少女漫画雑誌となり、2011年2月発売の春号まで3冊刊行された。
2011年7月からは怪談漫画（ホラー漫画）雑誌となった。当初は『怖すぎて禁じられた怪談』という副題だったが、2012年4月発売の春号より新耳袋の漫画化作品を看板とした内容にリニューアルした（副題は『新耳袋 あなたの隣の怖い話』、2014年4月発売の春号より『新耳袋 アトモス』）。2015年12月17日発売の冬号をもって休刊。最終号まで連載された作品のうち「アウターゾーン リ:ビジテッド」「断章のグリム」は、2016年春よりホーム社のWebマンガサイト「画楽ノ杜」で連載再開されたが、2017年4月よりWEBコミックサイト「Ｚ」にリニューアルされた。

## 2008年までの収録作品
- 魁!!男塾
- 聖闘士星矢
- 奇面組
- キャプテン[3]
- プレイボール
- 孔雀王[4]
- チャンプ[3]
- 銀牙 -流れ星 銀-
- かっとび一斗[3]
- 電影少女

## 発行部数
- 2004年（2003年9月 - 2004年8月） 99,166部[5]
- 2005年（2004年9月 - 2005年8月） 90,834部[5]
- 2006年（2005年9月 - 2006年8月） 78,334部[5]
- 2007年（2006年9月 - 2007年8月） 58,750部[5]